# ويليام دوغلاس سبيرز
 ويليام دوغلاس سبيرز  (31 أغسطس 1906 - 31 ديسمبر 1992)، والمعروف باسم "باوندينغ بيل سبيرز"، كان لاعب كرة قدم أمريكي ولاعب وسط بارز لفريق دان ماكجوجين فاندربيلت كومودوريس لكرة القدم من عام 1925 إلى عام 1927. تم انتخاب سبيرز لعضوية مجلس النواب. قاعة مشاهير كلية كرة القدم عام 1962. قال جرانتلاند رايس عن سبيرز إنه كان واحدًا من أسرع الأرباع التي شاهدها على الإطلاق.

## مسيرته
سنوات اللعب
المعروف باسم "باوندق بيل" ؛ "يمكن لسبيرز إدارة فريق مثل مدرب اللعب، وإسقاط الركلة، والتمهيد من الموضع، والتمرير بهدوء وبدقة في أسنان خط الشحن." 

### 1925
كتب إدوين بوب "في عام 1925، ابتكر ماكجوجين أفضل لاعب وسط لديه وهو بيل سبيرز. تعلم سبيرز الكثير من مدربه وفي ثلاثة مواسم كان لديه عدد منخفض بشكل لا يصدق من الاعتراضات. لقد قاد الكومودوريس ثلاث سنوات خسروا فيها فقط أمام جورجيا تك و أوبورن في عام 25، وألاباما في عام 26، وتكساس في عام 27.

### 1926
عانى فريق 1926 من خسارته الوحيدة أمام البطل الوطني ألاباما.

### 1927
كتب أحد الزملاء أن فاندربيلت أنتج "من شبه المؤكد أفضل مرشح هايزمان الشرعي في سبيرز، إذا كان هناك كأس هايزمان لمنحه في عام 1927." في انتصار 32-0 على تولين، كان لدى سبيرز مسافة 88 و 77 ياردة. . حصل سبيرز على أكبر عدد من الأصوات لفريق عموم الجنوب عام 1927، وتم اختياره كلاعب الوسط في الفريق الأول لعموم أمريكا من قبل وكالة أسوشيتد برس. ضم فريق فاندربيلت كومودوريس عام 1927 أفضل هدافي البلاد في الركض للخلف جيمي أرميستيد. وكان بديله في الوسط هو المدرب هنري "ريد" ساندرز.     

### سنوات التدريب
كان سبيرز مساعدًا في فريق 1929. 